# Meristema fundamental
Meristema fundamental (periblema) é o tecido vegetal de formação que desenvolve a sustentação e preenchimento da planta, originando, também, os parênquimas, colênquimas e esclerênquimas 
Colênquima: células de um único tipo, com parede celular celulósicas espessas principalmente nos ângulos, é um tecido vivo, permite trocas metabólicas e crescimento do órgão, sua localização geralmente é subepidérmica, é um tecido capaz de distender-se.
Esclerênquima: células com paredes espessas lignificadas, é um tecido morto, por isso, não ocorre trocas metabólicas.